# Un loup dans la bergerie
Un loup dans la bergerie (Wolf in the Fold) est le quatorzième épisode de la deuxième saison de la série télévisée Star Trek. Il fut diffusé pour la première fois le 22 décembre 1967 sur la chaîne américaine NBC.
L'ingénieur Montgomery Scott qui était en permission sur la planète Argelius II, est accusé d'avoir poignardé une femme. Kirk mène l'enquête et découvre une créature dont l'existence remonte à l'époque de Jack l'Éventreur.

## Distribution

### Acteurs principaux
- William Shatner — James T. Kirk (VF : Yvon Thiboutot)
- Leonard Nimoy — Spock (VF : Régis Dubost)
- DeForest Kelley — Leonard McCoy
- James Doohan — Montgomery Scott
- George Takei — Hikaru Sulu

### Acteurs secondaires
- John Winston - Lieutenant Kyle
- John Fiedler - Administrateur Hengist
- Charles Macaulay - Préfet Jaris
- Pilar Seurat - Sybo
- Joseph Bernard - Tark
- Charles Dierkop - Morla
- Tania Lemani - Kara
- Judy McConnell - Yeoman Tankris
- Virginia Aldridge - Lieutenant Karen Tracy
- Judi Sherven - Infirmière
- Eddie Paskey - Lieutenant Leslie
- William Blackburn - Lieutenant Hadley

## Résumé
Le capitaine Kirk, le docteur McCoy et l'ingénieur Montgomery Scott sont en congé sur la planète Argelius II et assistent à une danse du ventre dans un bar. Scotty se retrouve embarqué par la danseuse du nom de Kara et sort du club avec elle. Quelques minutes plus tard, Kirk et McCoy retrouvent l'ingénieur, un couteau à la main, au milieu du brouillard tandis que Kara git, morte à ses pieds. Ils font l'objet d'une enquête de la part d'Hengist, l'administrateur de Rigel IV et de Jaris, le préfet de la planète. Celui-ci est marié à Sybo, une femme possédant des pouvoirs télépathiques. Lors de la préparation, le Lieutenant Karen Tracy, une spécialiste médicale de l'USS Enterprise s'isole dans une pièce pour interroger Scotty. Quelques minutes plus tard, elle est assassinée près de Scotty qui n'a aucun souvenir de l'événement.
Sybo tente de procéder à un rituel d'empathie, une action semblable à une séance de spiritisme. Elle découvre qu'une créature démoniaque se trouve non loin et qu'elle a eu pour noms Kesla, Beratis et Redjac. Le courant est soudainement coupé, et lorsque la lumière est rallumée, tous retrouvent Sybo, assassinée, entre les bras de Scotty. À bord de l'Enterprise, Spock suggère d'utiliser l'ordinateur de bord comme détecteur de mensonges afin de découvrir qui est le tueur. L'ordinateur confirme que Scotty n'a aucune mémoire des meurtres. Kirk demande à l'ordinateur la signification des mots Beratis et Kesla et l'ordinateur répond qu'il s'agit des noms de tueurs ayant poignardé en série des femmes sur Rigel IV et Deneb II plusieurs décennies auparavant. Par déduction, il découvre que Redjack signifie Jack l'Éventreur et qu'ils ont affaire à une entité qui se nourrit de la peur éprouvée par ses victimes. La dernière vague de meurtres ayant eu sur Rigel IV, les soupçons se portent sur Hengist, qui est un natif de cette planète.
À la suite d'une bagarre entre Hengist et Kirk, l'entité qui prenait possession du corps d'Hengist disparait et s'insinue à bord de l'ordinateur de l'Enterprise. Elle tente alors de tuer Kirk et Spock et profère de nombreuses menaces de mort à leur encontre. Toutefois, Spock réussit à saturer l'ordinateur en lui demandant de calculer la dernière décimale de pi (qui en a une infinité) afin d'en faire sortir l'entité. Ensuite McCoy réussit à l'empêcher de s'emparer du corps des membres d'équipage en les droguant avec un puissant sédatif qui les rend extatiques. L'entité finit par reprendre possession du corps d'Hengist. Kirk, McCoy et Spock réussissent à le téléporter hors du vaisseau et à disperser ses particules, détruisant durablement l'entité meurtrière.

### Continuité
- Les personnages d'Uhura et de Chekov n'apparaissent pas dans cet épisode.
- Dans l'épisode Reliques de la série dérivée Star Trek : The Next Generation Montgomery Scott évoque brièvement les évènements de cet épisode.

## Production

### Écriture
Le synopsis de cet épisode fut proposé par le scénariste Robert Bloch le 20 avril 1967. Celui-ci avait écrit une nouvelle nommée "Yours Truly, Jack The Ripper" (Votre dévoué Jack l'Éventreur) qui fut adapté dans un épisode de la série Thriller et s'en inspirera pour son scénario. Le script fut finalisé le 1er juin 1967 avant d'être partiellement réécrit par les producteurs Gene L. Coon et Gene Roddenberry au cours des mois de juin 1967. À l'origine dans le script original, on devait voir les membres de l'Enterprise sirotant un breuvage ayant différentes couches de couleurs. À chaque couche de couleurs avalé, leur humeur changeait complètement. L'idée fut abandonnée à la suite d'une plainte des censeurs de la NBC qui estimaient que cela engageait les membres du vaisseaux à prendre de la drogue.

### Tournage
Le tournage eut lieu du 27 juin au 5 juillet 1967 au studio de la compagnie Desilu sur Gower Street à Hollywood, sous la direction du réalisateur Joseph Pevney.
À l'origine, l'actrice Tania Lemani devait porter une sorte de maquillage afin de rendre sa peau plus "extra-terrestre" mais celui-ci ne rendait rien sur la pellicule et fut finalement supprimé par Joseph Pevney. Celle-ci avait été engagée parce qu'elle connaissait la danse du ventre, la production lui demanda juste de cacher son nombril avec un diamant. Pour la scène du bar, beaucoup de costumes ont été réutilisés d'anciens épisodes, comme les costumes initiaux de l'équipage dans La Cage et Où l'homme dépasse l'homme ainsi que ceux de Une partie de campagne, Galilée ne répond plus et Les Mines de Horta.

## Post-Production
Le compositeur Gerald Fried fut engagé pour écrire une piste musicale pour la danse de Kara en début d'épisode, mais celle-ci ne fut pas utilisée, la production préférant réutiliser la musique de la danse de Vina dans l'épisode La Cage. Il s'agit du premier épisode de la saison 2 à ne pas avoir de bande son spécifiquement composée pour sa diffusion et à réutiliser des partitions des anciens épisodes. Le cri de Kara est lui aussi une réutilisation du cri de l'acteur Nancy Crater pour l'épisode Ils étaient des millions.

## Diffusion et réception critique

### Diffusion américaine
L'épisode fut retransmis à la télévision pour la première fois le 22 décembre 1967 sur la chaîne américaine NBC en tant que quatorzième épisode de la deuxième saison.

### Diffusion hors États-Unis
L'épisode fut diffusé au Royaume Uni le 18 mai 1970 sur BBC One.
En version francophone, l'épisode fut diffusé au Québec en 1971. En France, l'épisode est diffusé le 9 septembre 1986 lors de la rediffusion de l'intégrale de Star Trek sur La Cinq.

### Réception critique
L'épisode est fréquemment critiqué pour sa misogynie latente et son objectification sexuelle de la femme.
Dans un classement pour le site Hollywood.com Christian Blauvelt place cet épisode à la 76e position sur les 79 épisodes de la série originelle estimant que l'épisode permet de connaître un peu mieux la jeunesse du capitaine Kirk. Pour le site The A.V. Club Zack Handlen donne à l'épisode la note de C trouvant l'épisode inconsistant et trouvant que dans l'épisode, les femmes "semblent être une autre espèce que les hommes." Selon lui, l'épisode ne devient intéressant que vers la toute fin, lorsque l'ordinateur de bord se retrouve possédé.La remarque de Spock sur le fait que les "femmes sont plus facilement et profondément terrifiée, générant plus de stress que les hommes de l'espèce" fut aussi relevé par beaucoup de commentateurs comme du sexisme.
En 2010, Torie Atkinson pointe du doigt les nombreux passages offensant, comme l'orientalisme de pacotille et le "congé thérapeutique réservés aux hommes." Elle note aussi que l'ordinateur de bord est censé pouvoir lire les pensées, une chose que la série ne mentionnera plus jamais.
Beaucoup aussi critiquent le fait que l'épisode tourne autour d'un faux suspens, étant donné que le téléspectateur ne pourra jamais vraiment croire Scotty coupable de meurtre. À la fin des années 1980, le groupe de Pop Information Society va utiliser un sample de la ligne de texte de Scott "Let's go see" dans leur chanson "Walking Away."

## Adaptations littéraire
L'épisode fut romancé sous forme d'une nouvelle de 32 pages écrite par l'auteur James Blish dans le livre Star Trek 8 un recueil compilant différentes histoires de la série et sortit en novembre 1972 aux éditions Bantam Books.
L'épisode a connu des suites non officielles dans les comic-books Wolf on the Prowl , Wolf at the Door édités chez DC Comics et Embrace the Wolf et édité chez WildStorm, ce dernier mettant en scène l'équipage de la série Star Trek : The Next Generation. Dans un roman se déroulant dans l'univers parallèle vu dans l'épisode Miroir l'assassinat d'une femme par Montgomery Scott sur la planète Argelius II est aussi évoqué.

## Éditions commerciales
Aux États-Unis, l'épisode est disponible sous différents formats. En 1988 et 1990, l'épisode est sorti en VHS et Betamax. L'épisode sortit en version remastérisée sous format DVD en 1999 et 2004.
L'épisode connu une nouvelle version remasterisée sortie le 10 mars 2007 : l'épisode fit l'objet de nombreux nouveaux effets spéciaux, notamment les plans de la planète Argelius IV vue de l'espace et les plans de l'Enterprise qui ont été refait à partir d'images de synthèse. Cette version est comprise dans l'édition Blu-ray, diffusée en septembre 2009.
En France, l'épisode fut disponible avec l'édition VHS de l'intégrale de la saison 2 en 2000. L'édition DVD est sortie le 18 novembre 2004 et l'édition Blu-ray le 27 avril 2009.